# Fulton (comté de Schoharie, New York)
Pour les articles homonymes, voir Fulton.
Fulton est une ville du comté de Schoharie, dans l'État de New York, aux États-Unis,. En 2010, elle comptait une population de 1 442 habitants.

## Démographie
Lors du recensement de 2010, la ville comptait une population de 1 442 habitants, tandis qu'en 2014, elle est estimée à 1 279 habitants.